# Moneasa
Moneasa (en hongrois: Menyháza) est une commune du județ d'Arad, dans la région de Crișana, en Roumanie. La commune s'étend sur près de 68,24 km2 et est composée de deux villages: Moneasa et Rănușa. La population, en 2011, est de 864 habitants.

## Histoire
Des traces de vie préhistoriques ont été découvertes à Moneasa. La forte présence de grottes et de cours d'eau ont favorisé l’installation de populations humaines préhistoriques à Moneasa. Les reliefs montagneux ont facilité la chasse pour l'Homme.
Des recherches sismologiques ont été effectuées au sud des monts Codru-Moma, dans une zone appelée "Piatra cu Lapte" où les chercheurs ont découvert des restes de faune du Quaternaire, comme l'ours des cavernes, Canis lupus spelaeus (Loup des cavernes) et la hyène des cavernes. Des traces d'ours des cavernes ont aussi été découvertes dans la Grotte des Chauves-souris (Peștera Liliecilor).
Le premier document qui atteste l'existence du village Rănușa date de 1556, le premier attestant de l'existence du village Moneasa date de 1597.

## Démographie
Lors de ce recensement de 2011, 97,22 % de la population se déclare roumaine (1,38 % ne déclarent pas d'appartenance ethnique et 1,38 % déclarent une autre appartenance ethnique).

## Politique
| Parti | Parti                           | Sièges |
| ----- | ------------------------------- | ------ |
|       | Parti social-démocrate (PSD)    | 4      |
|       | Parti national libéral (PNL)    | 4      |
|       | Parti Mouvement populaire (PMP) | 1      |